# Ґросвенедіґер
Ґросвенедіґер (нім. Großvenediger) — найбільша з вершин Венедіґерської групи у Високому Тауерні, гірському пасмі на межі австрійських земель Тіроль (Східний Тіроль) і Зальцбург. Це четверта за висотою гора в Австрії. Вершина вкрита льодовиками, вона є частиною національного парку Високого Тауерну.

## Назва

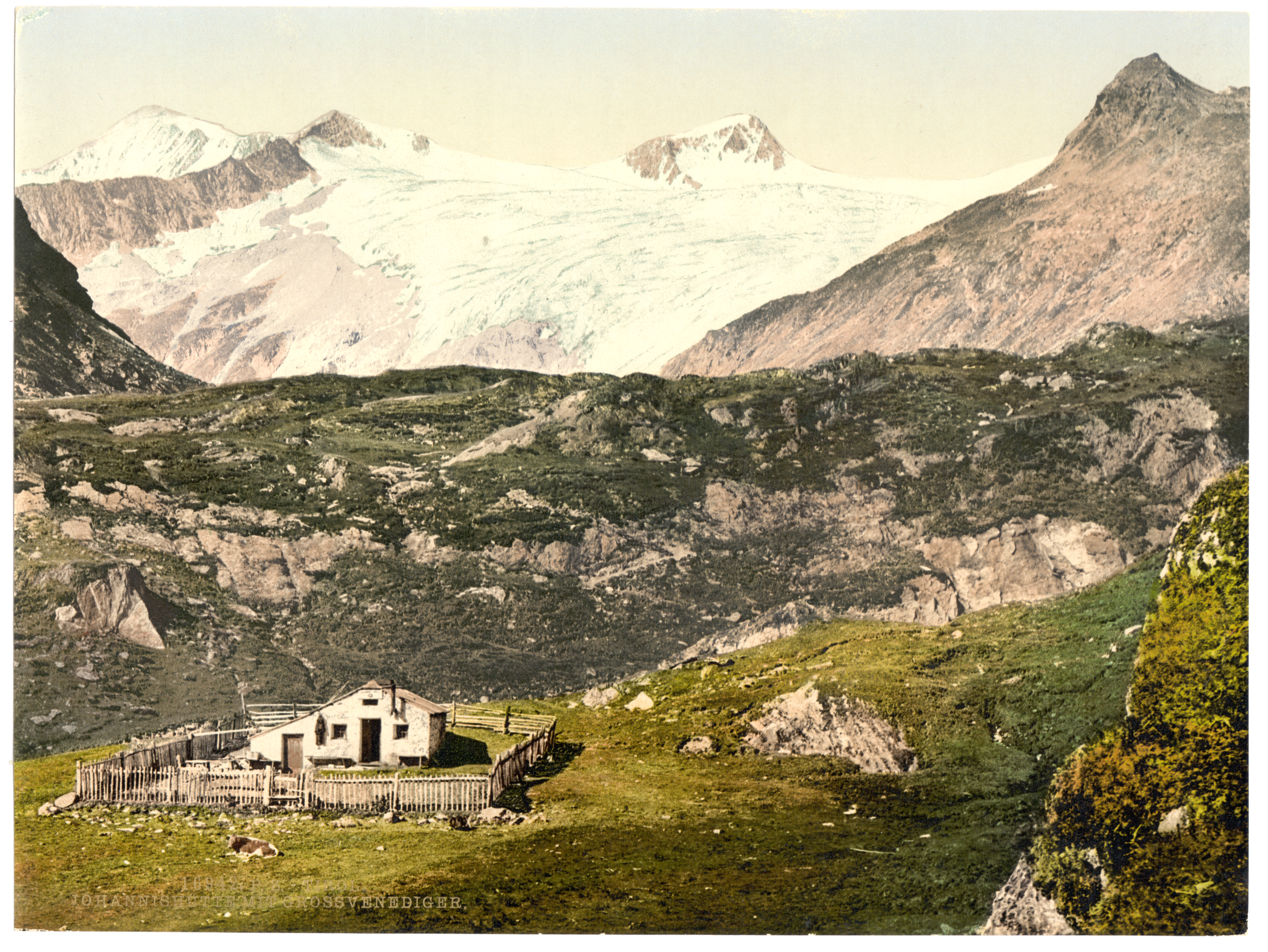
Ґросвенедіґер, 1900 р.

Перша назва Штутзеркопф (нім. Stützerkopf), згодом змінилась на Ґросвенедіґер (Großvenediger, Great Venetian), уперше була підкорена 1797 року під час переходу кордону. Точна історія появи такого імені невідома, скоріше за все вона походить від венеційських купців, чий шлях лежав через неї. За іншою версією, з вершини начебто можна побачити Венецію, що лежить за 200 км звідси.
Автор картини Іґназ вон Кюрсінґер (Ignaz von Kürsinger, 1795—1861), був одним із перших підкорювачів вершини у 1840 році, придумав влучний епітет weltalte Majestät («світ стародавньої величності»).

## Історія підкорення
Кілька спроб підкорення вершини робились у XIX ст. після першого сходження на Ґросглокнер в 1800 році. 9 серпня 1828 року експедиція, що налічувала 17 членів, в тому числі ерцгерцога з Габсбургів, не змогли підкорити вершину через лавину.
Гора лишалась непідкореною до 3 вересня 1841 року, доки група скелелазів з Ґросглокнеру під керуванням Йозефа Шваба (Josef Schwab) вперше не дісталась її вершини, почавши свою мандрівку на північному схилі Нойкірхен-ам-Гросфенедігера у долині Зальцах (Salzach). Із 40 членів групи до вершини дістались лише 26, останні полишили спроби і повернулись на базу через втому.